# Cremastocheilus crinitus
Cremastocheilus crinitus är en skalbaggsart som beskrevs av Leconte 1874. Cremastocheilus crinitus ingår i släktet Cremastocheilus och familjen Cetoniidae. Inga underarter finns listade i Catalogue of Life.